# 阿莉萨·季先科
阿莉萨·谢尔盖耶芙娜·季先科（俄语：Алиса Сергеевна Тищенко，2004年2月17日—），俄罗斯艺术体操运动员，2020年夏季奥运会集体全能银牌得主、2021年世界艺术体操锦标赛团体、集体全能、5人球操金牌得主、3人圈操+2人棒操银牌得主。